# Donna Hightower
Donna Hightower (Caruthersville, 28 de diciembre de 1926 – Austin, 19 de agosto de 2013) fue una cantante estadounidense.

## Biografía
Siendo una niña se trasladó a vivir a Los Ángeles. Atraída desde muy joven por los ritmos gospel y soul, tuvo su referente musical en Dinah Washington. Sin embargo, desde sus comienzos artísticos, también interpretó jazz. Trabajó en el circuito de "race clubs" del sur, con músicos como Louis Jordan y B.B.King, antes de dejar temporalmente la música para trabajar de cocinera, primero en Chicago y, más tarde, en Nueva York. "Descubierta" por el productor del sello Capitol, Dave Cavanaugh, graba el álbum Take One (1958), con músicos como Ben Webster, Hank Jones y otros. Dos años después se traslada a Europa, actuando sucesivamente en Londres, París (con Quincy Jones) y Berlín, hasta recalar en Madrid, donde se instala en 1969.
Durante los años siguientes, actúa en los escasos locales de música jazz de la capital española, como el Whiskey Jazz o el Bourbon Street, formando dúos ocasionales con, entre otros, Tete Montoliú. De forma más estable, trabajará con el pianista Horacio Icasto.
En 1970, tras participar en el "III Festival de la Canción de la Costa del Sol", impulsada por el cantante y compositor pop Danny Daniel, con quien mantenía una relación sentimental, edita su primer sencillo en castellano: Soy feliz, y un año más tarde, bajo el nombre artístico Danny y Donna, graban juntos "El vals de las mariposas", canción que alcanza gran éxito en las listas de ventas en España. Más éxito aún logra tras ganar el XII Festival de Benidorm, en 1970 junto al dúo granadino Joe y Luis, con la canción Tus manos. Más tarde, su fama se acrecentó con el sencillo This World Today is a Mess (1972), que vende ocho millones de copias. En los años siguientes edita varios discos en España, tanto en inglés como en castellano, destacando Here I Am (1973) o I'm in Love with Love (1974). 
En la segunda mitad de los años setenta, su popularidad va decreciendo, aunque aún realiza algunas grabaciones, volviendo esporádicamente al jazz con un disco al frente de una big band dirigida por Pedro Iturralde (El jazz y Donna Hightower - Soul-mate talk, Columbia, 1975, reeditado en 1982). A principios de los años noventa regresa a Estados Unidos y se instala en Austin. Posteriormente, regresó a España en alguna ocasión, por ejemplo para participar en el homenaje que se hizo en 1994 a Pedro Iturralde en el Auditorio Nacional o el que se le rindió a ella misma en el festival madrileño Via Jazz de Collado Villalba, en julio de 2006.
Hightower es también recordada por su interpretación de la canción "If You Hold My Hand", que fue sampleada por Sonny J para su tema "Handsfree".
Murió el 19 de agosto de 2013 a la edad de 86 años y 9 meses en su casa de Austin (Texas, Estados Unidos) por muerte natural.